# توبی فلندرسون
توبی اچ. فلندرسون یک شخصیت تخیلی در مجموعه تلویزیونی کمدی آمریکایی اداره است. او توسط پل لیبرشتاین که نویسنده، کارگردان، تهیه‌کننده و شورانرمجموعه نیز بود، به تصویر کشیده شده‌است. وی نماینده منابع انسانی در شعبه اسکرانتون در شرکت توزیع کاغذ داندر میفلین است. توبی همتایی در سریال اصلی بریتانیایی ندارد.
پل لیبرشتاین که یکی از طرفداران مجموعه کمدی اصلی بریتانیایی اداره بود، با نویسنده و تهیه‌کننده گرگ دنیلز که یکی از شورانرهای اصلی نسخه آمریکایی بود دوست بود. این رابطه باعث شد تا پل در حالی که قسمت آزمایشی در حال فیلمبرداری بود از آن دیدن کند از در نهایت از او خواسته شود به عنوان نویسنده به آن بپیوندد. در مصاحبه ای با پادکست بانوان اداره، پل لیبرشتاین گفت: «من قبلاً با گرگ دنیلز کار کرده بودم و مدتها بود که او را می‌شناختم و ما پادشاه تپه را با هم ساختیم. وقتی آنها کار مجموعه را آغاز کردند، من در قسمت آزمایشی فعالیت نکردم. می‌دانید، من هیچ کاری با قسمت آزمایشی نداشتم، اما چند روز صبر کردم و همین‌طور شد. . . من فقط به نوعی دوست داشتم ببینم چه اتفاقی می‌افتد.»
توبی در طول پخش اداره به یک شخصیت ثابت تبدیل شد. از آنجا که لیبرشتاین نویسنده این برنامه بود و نمی‌توانست به‌طور منظم سر صحنه باشد و شخصیت توبی به عنوان کار کردن در بخش ضمیمه نشان داده می‌شد پس از ناحیه اصلی اداره جایی که بیشر اتفاق‌ها میفتاد دور بود.

## زندگی‌نامه
بنا بر یک صحنه حذف شده از قسمت «ناهار مهمانی»، توبی فلندرسن کوررنگ است. توبی به قارچ نیز حساسیت دارد. در کودکی پدر و مادر توبی طلاق می‌گیرند و او را تحت فشار قرار می‌دهند تا از میان آنها انتخاب کند. توبی یک برادر به نام روری نیز دارد، اما مشخص نیست که طلاق چه تأثیری بر وی داشته‌است. بعداً، توبی در دبیرستان بیشاپ اوهارا و دانشگاه ایالتی پن تحصیل می‌کند. در قسمت «جمعه معمولی»، یک دیپلم نشان می‌دهد توبی دارای مدرک کارشناسی روانشناسی از کالج ساحلی کالیفرنیا است. قسمت «مشاوره» نشان می‌دهد وی دارای مدرک کار اجتماعی از دانشگاه تمپل است. برادرش روری سرانجام به بولدر، کلرادو نقل مکان می‌کند.
در برهه‌ای از زمان، توبی یک سال در هونولولو زندگی می‌کند. او در این یک سال در مدرسه علوم دینی شرکت می‌کند اما وقتی با کتی بکر آشنا و عاشق او می‌شود تحصیل را رها می‌کند. این دو ازدواج می‌کنند، به اسکرانتون نقل مکان می‌کنند و صاحب دختری به نام ساشا می‌شوند. ازدواج توبی سرانجام ناخوشایند است و او در یک قسمت نشان می‌دهد که این ازدواج از نظر جسمی نیز سوء استفاده شده‌است. این ازدواج به طلاق ختم می‌شود پس از آن توبی بارها و بارها سعی می‌کند ارزش و عشق خود را به دخترش ثابت کند، از ترس اینکه او مادرش را قهرمان می‌پندارد و نه او (همان‌طور که در قسمت «کریسمس مراکشی» گفته شد). قسمت «دختر جذاب» نشان می‌دهد که، در طول جدایی یا پس از طلاق، توبی برای مدت کوتاهی در اتومبیل خود زندگی می‌کند.

## تئوری توطئه
یک تئوری توطئه وجود دارد که طبق آن توبی قاتل اسکرانتون است.